# Distretto di Arhust
Il distretto di Arhust è uno dei ventisette distretti (sum) in cui è suddivisa la provincia del Tôv, in Mongolia. Conta una popolazione di 1.371 abitanti (censimento 2007).